# Oliver Bearman
Oliver „Ollie“ Bearman (* 8. Mai 2005 in Chelmsford, Grafschaft Essex, England) ist ein britischer Automobilrennfahrer. Er gewann 2021 sowohl die Italienische als auch die Deutsche Formel-4-Meisterschaft. Seit 2022 ist er Mitglied der Ferrari Driver Academy. Im selben Jahr belegte er den dritten Platz der FIA-Formel-3-Meisterschaft. Seit 2023 geht Bearman für Prema Racing in der FIA-Formel-2-Meisterschaft an den Start. Im März 2024 debütierte er beim Großen Preis von Saudi-Arabien als Ersatzfahrer für den erkrankten Carlos Sainz jr. für Scuderia Ferrari in der Formel 1, während er im selben Jahr beim Großen Preis von Aserbaidschan als Ersatzfahrer für den suspendierten Kevin Magnussen bei Haas F1 Team ebenfalls antrat. Dort ist er seit dem Beginn der Formel-1-Saison 2025 Stammfahrer.

## Karriere

### Formel 4
2020 gab Bearman mit US Racing sein Renn-Debüt in der ADAC Formel-4-Meisterschaft. Zusätzlich nahm er an drei Läufen der italienischen Formel 4 teil. Seine Saison in der deutschen Serie begann mit regelmäßigen Punkten in den ersten beiden Läufen, bevor er auf dem Hockenheimring seinen Debütsieg feierte. Bearman konnte zwei weitere Podestplätzen folgen lassen, jeweils einen auf dem Nürburgring und in Oschersleben. Am Ende der Saison belegte er den siebten Gesamtrang, vor seinem Teamkollegen Vladislav Lomko, aber Teamkollege und Rookie-Meister Tim Tramnitz. Bei seinen Auftritten in der italienischen Meisterschaft fuhr der Brite insgesamt zwei Podestplätze ein, darunter ein Rennsieg in Vallelunga, was ihm am Ende zu einem zehnten Gesamtrang reichte.
Für die Saison 2021 wechselte Bearman zu Van Amersfoort Racing, um sowohl in der deutschen als auch in der italienischen F4-Meisterschaft komplett antreten zu können. In Italien begann der Brite mit einem dritten Platz auf dem Circuit Paul Ricard seine Saison. Nach einem weiteren Podium am selben Wochenende startete Bearman eine Podiums- und Siegesserie von neun bzw. sieben Rennen. Dazu gehörten zwei Siege in Misano, ein Sieg-Hattrick auf dem Vallelunga Circuit und zwei Siege in Imola. Er gewann ursprünglich ebenfalls das dritte Rennen in Imola. Jedoch wurde er nachträglich disqualifiziert, da bei seinem Motor eine Unregelmäßigkeit festgestellt wurde. Unbeirrt gelang Bearman beim darauffolgenden ersten Rennen auf dem Red Bull Ring sein achter Saisonsieg, dem er im zweiten Rennen einen weiteren Podiumsplatz folgen ließ. Beim vorletzten Saisonlauf reichte Bearman ein zehnter Platz im letzten Rennen des Wochenendes, um vorzeitig als Meister der italienischen Formel 4 im Jahr 2021 festzustehen. Er beendete die Saison mit über 100 Punkten Abstand zu seinem engsten Verfolger Tim Tramnitz, welcher selbst aber 2 Wochenenden ausließ.
In der deutschen Meisterschaft startete Bearman überragend mit 5 Siegen in 9 Rennen und führte die Meisterschaft sehr komfortabel an. Bei den nächsten 2 Veranstaltungen auf dem Sachsenring und Hockenheimring gelang ihm allerdings kein weiterer Sieg, wodurch Bearmans engster Konkurrent Tim Tramnitz den Punktestand deutlich verkürzen konnte. Bei der letzten Veranstaltung auf dem Nürburgring siegten beide Konkurrenten jeweils einmal, wobei Bearman aber insgesamt das bessere Rennwochenende hatte. Am Ende konnte Bearman die ADAC Meisterschaft mit 295 zu 269 für sich entscheiden.
Oliver Bearman gelang es dadurch, als erster Fahrer überhaupt, zwei Formel-4-Meisterschaften in einer einzigen Saison zu gewinnen.
Im September 2021 wurde Bearman für den Autosport BRDC Award nominiert sowie im Dezember 2021 mit dem Henry Surtees Award für die herausragendste Leistung eines aufstrebenden britischen Fahrers ausgezeichnet.

### BRDC-Formel-3-Meisterschaft
Neben seinem doppelten Formel 4 Engagement nahm Bearman an einigen Veranstaltungen der britischen BRDC-Formel-3-Meisterschaft mit Fortec Motorsports teil. Bei 9 Rennteilnahmen errang er einen Sieg und 3 zweite Plätze.

### FIA-Formel-3-Meisterschaft
Am 31. Oktober 2021 wurde bekannt gegeben, dass Bearman einer der Fahrer von Prema Racing beim Nachsaisontest der FIA-Formel-3-Meisterschaft sein werde. Oliver Bearman wurde am 28. Dezember 2021 als Prema-Pilot für die Saison 2022 bestätigt. Seine Teamkollegen werden Jak Crawford und Arthur Leclerc sein.
In seinem ersten Formel 3 Qualifying in Bahrain erreichte Bearman mit einem elften Platz nicht nur die zweite Startposition für das erste Sprintrennen am Samstag, sondern auch die beste Platzierung eines Prema Fahrers. In Runde 5 des Sprintrennens gelang es dem von der zweiten Position gestarteten Bearman die Führung zu übernehmen, welche er bis zur Zieldurchfahrt innehatte. Kurz darauf aber wurde Bearman wegen mehrerer Track-Limits-Verstöße mit einer 5-Sekunden-Strafe belegt und verlor so seinen ersten Sieg. Das Hauptrennen am Sonntag startete Bearman als Zehnter. Nach einer turbulenten Anfangsphase lag Bearman nur auf dem 16. Platz weit außerhalb der Punkte. Mit einer starken Aufholjagd schaffte er es als sechster über die Ziellinie. Bearman beendete sein erstes FIA Formel 3 Rennwochenende mit 17 Punkten als zweitbester Prema Fahrer und als bester Rookie auf der 3. Gesamtposition.

### Formel 2
2023 fuhr er offiziell, für Prema Racing, in der Formel 2 weiter. Bearman hatte Schwierigkeiten, in den ersten paar Rennen mit seinem Kollegen mithalten zu können. Beim Sprintrennen in Aserbaidschan gewann er zum ersten Mal in der Formel 2 und den folgenden Tag darauf gewann er auch das Rennen. Er ist momentan vierter und sein Teamkollege, Frederik Vesti führt aktuell die Weltmeisterschaft an. Am Ende seiner Rookie-Saison, hatte er schlussendlich insgesamt drei Rennsiege und ein Sprintsieg. Er beendete die Saison auf dem 6. Platz in der Meisterschaft.
2024 fuhr Bearman im selben Team aktiv mit Teamkollegen Andrea Kimi Antonelli an seiner Seite. In diesem Jahr siegte er zweimal. Überdies erzielte er eine Pole-Position. Mit 75 Punkten belegte er den 12. Rang in der Meisterschaft.

### Formel 1
Im Oktober 2021 wurde Bearman zu einem der Finalisten des Scouting World Finale der Ferrari Driver Academy benannt. Im folgenden Monat wurde bestätigt, dass Bearman zusammen mit Kart-Champion Rafael Câmara der Akademie beitreten wird.
Zwei Jahre später, im Oktober 2023, wurde bekannt gegeben, dass Bearman in den ersten Trainingseinheiten von Mexiko und Abu Dhabi für das Formel-1-Team Haas teilnehmen darf.

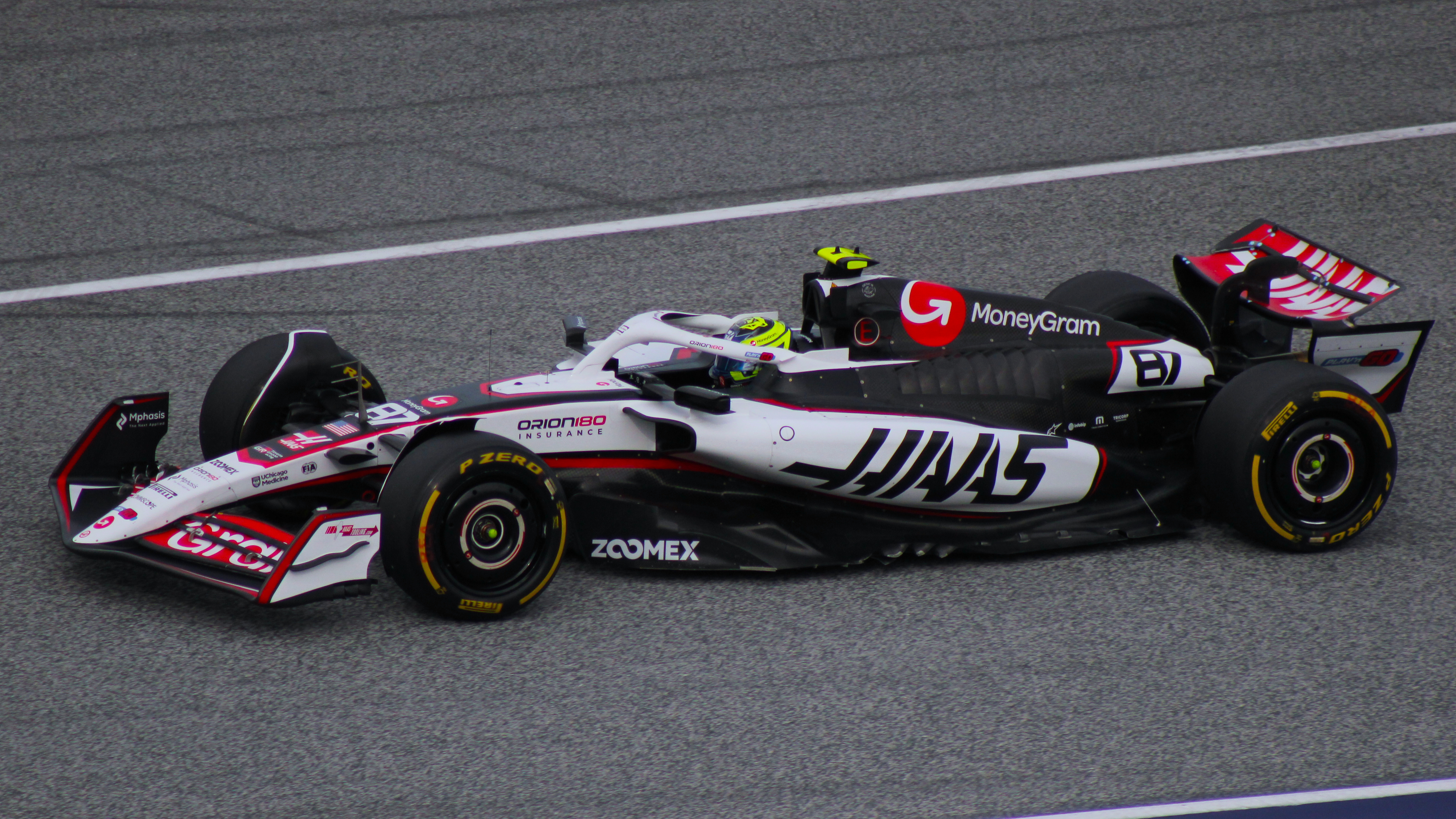
Bearman im Haas VF-25

Am 8. März 2024 wurde bekannt gegeben, dass Ferrari-Stammfahrer Carlos Sainz jr. wegen einer Blinddarmentzündung operiert werden müsse und somit für den Rest des Rennwochenendes in Saudi-Arabien ausfalle. Bearman wurde daraufhin als sein Ersatz bekanntgegeben. Tags zuvor hatte er sich die Pole Position für das Hauptrennen der FIA-Formel-2-Meisterschaft in Saudi-Arabien gesichert – diese wurde jedoch dem zweitplatzierten Piloten Kush Maini übergeben. Sein Formel-2-Team Prema Racing kündigte daraufhin an, nur mit einem Auto anzutreten. Für sein Formel-1-Debüt bekam Bearman die Startnummer 38. Mit 18 Jahren und 306 Tagen wurde Bearman der jüngste Formel-1-Fahrer der Ferrari-Historie, zudem ist er der erste Fahrer seit Arturo Merzario im Jahr 1972, der für die Scuderia in der Formel 1 debütiert. Er qualifizierte sich für Startplatz 11 und beendete das Rennen auf Rang 7.
In der ersten Formel-1-Trainingssession in Imola fuhr Bearman das dritte Mal im Haas-Team.
Am 4. Juli 2024 wurde bestätigt, dass Bearman ab 2025 in der Formel 1 für das Haas-Team als Fahrer fährt. Zudem vertrat er beim Team den gesperrten Kevin Magnussen für den Großen Preis von Aserbaidschan. Er beendete das Rennen auf dem zehnten Platz und wurde somit zum ersten Fahrer überhaupt, der bei seinen ersten beiden Formel-1-Rennen für zwei verschiedene Teams Punkte erzielte.

## Persönliches
Bearmans jüngerer Bruder Thomas ist derzeit im Kartsport aktiv. Sein Vater David fuhr selbst Rennen und verwendete dabei die Startnummer 87, angelehnt an die Geburtstage seiner zwei Söhne, den 8. Mai und 7. August.
Sowohl Oliver als auch Thomas verwenden ebenfalls die Startnummer 87.

## Statistik

### Karrierestationen
- 2020: Deutsche Formel-4-Meisterschaft (Platz 7)
- 2020: Italienische Formel-4-Meisterschaft (Platz 10)
- 2021: Deutsche Formel-4-Meisterschaft (Meister)
- 2021: Italienische Formel-4-Meisterschaft (Meister)
- 2022: Formula Regional Asian Championship (Platz 14)
- 2022: Formel 3 (Platz 3)
- 2023: Formel 2 (Platz 6)
- 2024: Formel 2 (Platz 15)
- 2024: Formel 1 (Platz 18)

### ADAC-Formel-4-Meisterschaft
| Jahr | Team                  | 1   | 2   | 3   | 4   | 5   | 6   | 7    | 8    | 9    | 10  | 11  | 12  | 13   | 14   | 15   | 16   | 17   | 18   | 19  | 20  | 21  | Pos | Punkte |
| ---- | --------------------- | --- | --- | --- | --- | --- | --- | ---- | ---- | ---- | --- | --- | --- | ---- | ---- | ---- | ---- | ---- | ---- | --- | --- | --- | --- | ------ |
| 2020 | US Racing             | LAU | LAU | LAU | NÜ1 | NÜ1 | NÜ1 | HOC  | HOC  | HOC  | NÜ2 | NÜ2 | NÜ2 | RBR  | RBR  | RBR  | LAU2 | LAU2 | LAU2 | OSC | OSC | OSC | 7.  | 144    |
| 2020 | US Racing             | 10  | 7   | 6   | 13  | 7   | 10  | DNF  | 1    | 8    | 6   | 3   | 4   | 6    | 10   | 8    | 5    | 6    | DNF  | 7   | 3   | 7   | 7.  | 144    |
| 2021 | Van Amersfoort Racing | RBR | RBR | RBR | ZAN | ZAN | ZAN | HOC1 | HOC1 | HOC1 | SAC | SAC | SAC | HOC2 | HOC2 | HOC2 | NÜR  | NÜR  | NÜR  |     |     |     | 1.  | 295    |
| 2021 | Van Amersfoort Racing | 1   | 1   | DNF | 1   | 1   | 4   | 1    | 4    | 2    | 2   | 4   | 2   | 6    | 2    | 3    | 5    | 1    | 4    |     |     |     | 1.  | 295    |

| Legende  | Legende            | Legende                                                          |
| Farbe    | Abkürzung          | Bedeutung                                                        |
| -------- | ------------------ | ---------------------------------------------------------------- |
| Gold     | –                  | Sieg                                                             |
| Silber   | –                  | 2. Platz                                                         |
| Bronze   | –                  | 3. Platz                                                         |
| Grün     | –                  | Platzierung in den Punkten                                       |
| Blau     | –                  | Klassifiziert außerhalb der Punkteränge                          |
| Violett  | DNF                | Rennen nicht beendet (did not finish)                            |
| Violett  | NC                 | nicht klassifiziert (not classified)                             |
| Rot      | DNQ                | nicht qualifiziert (did not qualify)                             |
| Rot      | DNPQ               | in Vorqualifikation gescheitert (did not pre-qualify)            |
| Schwarz  | DSQ                | disqualifiziert (disqualified)                                   |
| Weiß     | DNS                | nicht am Start (did not start)                                   |
| Weiß     | WD                 | zurückgezogen (withdrawn)                                        |
| Hellblau | PO                 | nur am Training teilgenommen (practiced only)                    |
| Hellblau | TD                 | Freitags-Testfahrer (test driver)                                |
| ohne     | DNP                | nicht am Training teilgenommen (did not practice)                |
| ohne     | INJ                | verletzt oder krank (injured)                                    |
| ohne     | EX                 | ausgeschlossen (excluded)                                        |
| ohne     | DNA                | nicht erschienen (did not arrive)                                |
| ohne     | C                  | Rennen abgesagt (cancelled)                                      |
| ohne     | keine WM-Teilnahme |                                                                  |
| sonstige | P/fett             | Pole-Position                                                    |
| sonstige | 1/2/3/4/5/6/7/8    | Punktplatzierung im Sprint-/Qualifikationsrennen                 |
| sonstige | SR/kursiv          | Schnellste Rennrunde                                             |
| sonstige | *                  | nicht im Ziel, aufgrund der zurückgelegten Distanz aber gewertet |
| sonstige | ()                 | Streichresultate                                                 |
| sonstige | unterstrichen      | Führender in der Gesamtwertung                                   |

### Italienische Formel-4-Meisterschaft
| Jahr | Team                  | 1   | 2   | 3   | 4    | 5    | 6    | 7   | 8   | 9   | 10  | 11  | 12  | 13  | 14  | 15  | 16   | 17   | 18   | 19  | 20  | 21  | Pos | Punkte |
| ---- | --------------------- | --- | --- | --- | ---- | ---- | ---- | --- | --- | --- | --- | --- | --- | --- | --- | --- | ---- | ---- | ---- | --- | --- | --- | --- | ------ |
| 2020 | US Racing             | MIS | MIS | MIS | IMO1 | IMO1 | IMO1 | RBR | RBR | RBR | MUG | MUG | MUG | MNZ | MNZ | MNZ | IMO2 | IMO2 | IMO2 | VLL | VLL | VLL | 10. | 85     |
| 2020 | US Racing             |     |     |     |      |      |      | 5   | 2   | 5   |     |     |     |     |     |     | 7    | 6    | 12   | 1   | C   | 6   | 10. | 85     |
| 2021 | Van Amersfoort Racing | LEC | LEC | LEC | MIS  | MIS  | MIS  | VLL | VLL | VLL | IMO | IMO | IMO | RBR | RBR | RBR | MUG  | MUG  | MUG  | MNZ | MNZ | MNZ | 1.  | 343    |
| 2021 | Van Amersfoort Racing | 3   | (7) | 2   | 2    | 1    | 1    | 1   | 1   | 1   | 1   | 1   | DSQ | 1   | 3   | 20  | 4    | (7)  | (10) | 1   | 1   | 1   | 1.  | 343    |

| Legende  | Legende            | Legende                                                          |
| Farbe    | Abkürzung          | Bedeutung                                                        |
| -------- | ------------------ | ---------------------------------------------------------------- |
| Gold     | –                  | Sieg                                                             |
| Silber   | –                  | 2. Platz                                                         |
| Bronze   | –                  | 3. Platz                                                         |
| Grün     | –                  | Platzierung in den Punkten                                       |
| Blau     | –                  | Klassifiziert außerhalb der Punkteränge                          |
| Violett  | DNF                | Rennen nicht beendet (did not finish)                            |
| Violett  | NC                 | nicht klassifiziert (not classified)                             |
| Rot      | DNQ                | nicht qualifiziert (did not qualify)                             |
| Rot      | DNPQ               | in Vorqualifikation gescheitert (did not pre-qualify)            |
| Schwarz  | DSQ                | disqualifiziert (disqualified)                                   |
| Weiß     | DNS                | nicht am Start (did not start)                                   |
| Weiß     | WD                 | zurückgezogen (withdrawn)                                        |
| Hellblau | PO                 | nur am Training teilgenommen (practiced only)                    |
| Hellblau | TD                 | Freitags-Testfahrer (test driver)                                |
| ohne     | DNP                | nicht am Training teilgenommen (did not practice)                |
| ohne     | INJ                | verletzt oder krank (injured)                                    |
| ohne     | EX                 | ausgeschlossen (excluded)                                        |
| ohne     | DNA                | nicht erschienen (did not arrive)                                |
| ohne     | C                  | Rennen abgesagt (cancelled)                                      |
| ohne     | keine WM-Teilnahme |                                                                  |
| sonstige | P/fett             | Pole-Position                                                    |
| sonstige | 1/2/3/4/5/6/7/8    | Punktplatzierung im Sprint-/Qualifikationsrennen                 |
| sonstige | SR/kursiv          | Schnellste Rennrunde                                             |
| sonstige | *                  | nicht im Ziel, aufgrund der zurückgelegten Distanz aber gewertet |
| sonstige | ()                 | Streichresultate                                                 |
| sonstige | unterstrichen      | Führender in der Gesamtwertung                                   |

### GB3-Meisterschaft
| Jahr | Team              | 1   | 2   | 3   | 4    | 5    | 6    | 7    | 8    | 9    | 10  | 11  | 12  | 13  | 14  | 15  | 16   | 17   | 18   | 19  | 20  | 21  | 22   | 23   | 24   | Pos | Punkte |
| ---- | ----------------- | --- | --- | --- | ---- | ---- | ---- | ---- | ---- | ---- | --- | --- | --- | --- | --- | --- | ---- | ---- | ---- | --- | --- | --- | ---- | ---- | ---- | --- | ------ |
| 2021 | Fortec Motorsport | BRH | BRH | BRH | SIL1 | SIL1 | SIL1 | DON1 | DON1 | DON1 | SPA | SPA | SPA | SNE | SNE | SNE | SIL2 | SIL2 | SIL2 | OUL | OUL | OUL | DON2 | DON2 | DON2 | 14. | 163    |
| 2021 | Fortec Motorsport | 2   | 2   | 9   |      |      |      |      |      |      |     |     |     | 1   | DNF | 14  | DNF  | 2    | 4    |     |     |     |      |      |      | 14. | 163    |

| Legende  | Legende            | Legende                                                          |
| Farbe    | Abkürzung          | Bedeutung                                                        |
| -------- | ------------------ | ---------------------------------------------------------------- |
| Gold     | –                  | Sieg                                                             |
| Silber   | –                  | 2. Platz                                                         |
| Bronze   | –                  | 3. Platz                                                         |
| Grün     | –                  | Platzierung in den Punkten                                       |
| Blau     | –                  | Klassifiziert außerhalb der Punkteränge                          |
| Violett  | DNF                | Rennen nicht beendet (did not finish)                            |
| Violett  | NC                 | nicht klassifiziert (not classified)                             |
| Rot      | DNQ                | nicht qualifiziert (did not qualify)                             |
| Rot      | DNPQ               | in Vorqualifikation gescheitert (did not pre-qualify)            |
| Schwarz  | DSQ                | disqualifiziert (disqualified)                                   |
| Weiß     | DNS                | nicht am Start (did not start)                                   |
| Weiß     | WD                 | zurückgezogen (withdrawn)                                        |
| Hellblau | PO                 | nur am Training teilgenommen (practiced only)                    |
| Hellblau | TD                 | Freitags-Testfahrer (test driver)                                |
| ohne     | DNP                | nicht am Training teilgenommen (did not practice)                |
| ohne     | INJ                | verletzt oder krank (injured)                                    |
| ohne     | EX                 | ausgeschlossen (excluded)                                        |
| ohne     | DNA                | nicht erschienen (did not arrive)                                |
| ohne     | C                  | Rennen abgesagt (cancelled)                                      |
| ohne     | keine WM-Teilnahme |                                                                  |
| sonstige | P/fett             | Pole-Position                                                    |
| sonstige | 1/2/3/4/5/6/7/8    | Punktplatzierung im Sprint-/Qualifikationsrennen                 |
| sonstige | SR/kursiv          | Schnellste Rennrunde                                             |
| sonstige | *                  | nicht im Ziel, aufgrund der zurückgelegten Distanz aber gewertet |
| sonstige | ()                 | Streichresultate                                                 |
| sonstige | unterstrichen      | Führender in der Gesamtwertung                                   |

### Formula Regional Asian Championship
| Jahr | Team                        | 1   | 2   | 3   | 4   | 5   | 6   | 7   | 8   | 9   | 10  | 11  | 12  | 13  | 14  | 15  | Pos | Punkte |
| ---- | --------------------------- | --- | --- | --- | --- | --- | --- | --- | --- | --- | --- | --- | --- | --- | --- | --- | --- | ------ |
| 2022 | Mumbai Falcons India Racing | YM1 | YM1 | YM1 | DA1 | DA1 | DA1 | DA2 | DA2 | DA2 | DA3 | DA3 | DA3 | YM2 | YM2 | YM2 | 15. | 29     |
| 2022 | Mumbai Falcons India Racing |     |     |     |     |     |     |     |     |     | 7   | 3   | 24  | 6   | DNF | 23  | 15. | 29     |

| Legende  | Legende            | Legende                                                          |
| Farbe    | Abkürzung          | Bedeutung                                                        |
| -------- | ------------------ | ---------------------------------------------------------------- |
| Gold     | –                  | Sieg                                                             |
| Silber   | –                  | 2. Platz                                                         |
| Bronze   | –                  | 3. Platz                                                         |
| Grün     | –                  | Platzierung in den Punkten                                       |
| Blau     | –                  | Klassifiziert außerhalb der Punkteränge                          |
| Violett  | DNF                | Rennen nicht beendet (did not finish)                            |
| Violett  | NC                 | nicht klassifiziert (not classified)                             |
| Rot      | DNQ                | nicht qualifiziert (did not qualify)                             |
| Rot      | DNPQ               | in Vorqualifikation gescheitert (did not pre-qualify)            |
| Schwarz  | DSQ                | disqualifiziert (disqualified)                                   |
| Weiß     | DNS                | nicht am Start (did not start)                                   |
| Weiß     | WD                 | zurückgezogen (withdrawn)                                        |
| Hellblau | PO                 | nur am Training teilgenommen (practiced only)                    |
| Hellblau | TD                 | Freitags-Testfahrer (test driver)                                |
| ohne     | DNP                | nicht am Training teilgenommen (did not practice)                |
| ohne     | INJ                | verletzt oder krank (injured)                                    |
| ohne     | EX                 | ausgeschlossen (excluded)                                        |
| ohne     | DNA                | nicht erschienen (did not arrive)                                |
| ohne     | C                  | Rennen abgesagt (cancelled)                                      |
| ohne     | keine WM-Teilnahme |                                                                  |
| sonstige | P/fett             | Pole-Position                                                    |
| sonstige | 1/2/3/4/5/6/7/8    | Punktplatzierung im Sprint-/Qualifikationsrennen                 |
| sonstige | SR/kursiv          | Schnellste Rennrunde                                             |
| sonstige | *                  | nicht im Ziel, aufgrund der zurückgelegten Distanz aber gewertet |
| sonstige | ()                 | Streichresultate                                                 |
| sonstige | unterstrichen      | Führender in der Gesamtwertung                                   |

### FIA-Formel-3-Meisterschaft
| Jahr | Team         | 1   | 2   | 3   | 4   | 5   | 6   | 7   | 8   | 9   | 10  | 11  | 12  | 13  | 14  | 15  | 16  | 17  | 18  | Pos | Punkte |
| ---- | ------------ | --- | --- | --- | --- | --- | --- | --- | --- | --- | --- | --- | --- | --- | --- | --- | --- | --- | --- | --- | ------ |
| 2022 | Prema Racing | BHR | BHR | IT1 | IT1 | ESP | ESP | GBR | GBR | AUT | AUT | HUN | HUN | BEL | BEL | NLD | NLD | IT2 | IT2 | 3.  | 132    |
| 2022 | Prema Racing | 2   | 6   | 12  | 17  | 12  | 5   | 9   | 3   | 16  | 3   | 5   | 3   | 1   | 3   | 11  | 25  | 2   | 2   | 3.  | 132    |

### FIA-Formel-2-Meisterschaft
| Jahr | Team         | 1   | 2   | 3   | 4   | 5   | 6   | 7   | 8   | 9   | 10  | 11  | 12  | 13  | 14  | 15  | 16  | 17  | 18  | 19  | 20  | 21  | 22  | 23  | 24  | 25  | 26  | 27  | 28  | Pos | Punkte |
| ---- | ------------ | --- | --- | --- | --- | --- | --- | --- | --- | --- | --- | --- | --- | --- | --- | --- | --- | --- | --- | --- | --- | --- | --- | --- | --- | --- | --- | --- | --- | --- | ------ |
| 2023 | Prema Racing | BHR | BHR | KSA | KSA | AUS | AUS | ASE | ASE | IT1 | IT1 | MCO | MCO | ESP | ESP | AUT | AUT | GBR | GBR | HUN | HUN | BEL | BEL | NLD | NLD | IT2 | IT2 | UAE | UAE | 6.  | 130    |
| 2023 | Prema Racing | 15  | 14  | DNF | 10  | 7   | 17  | 1   | 1   | C   | C   | DNF | 11  | 7   | 1   | 8   | 5   | 6   | 6   | 3   | 12  | 12  | 7   | 3   | DNF | 6   | 1   | 10  | DNF | 6.  | 130    |
| 2024 | Prema Racing | BHR | BHR | KSA | KSA | AUS | AUS | IT1 | IT1 | MCO | MCO | ESP | ESP | AUT | AUT | GBR | GBR | HUN | HUN | BEL | BEL | IT2 | IT2 | ASE | ASE | QAT | QAT | UAE | UAE | 14. | 60     |
| 2024 | Prema Racing | 16  | 15  | WD  | WD  | 14  | 9   | 5   | 19  | 11  | 4   | 21  | 14  | 1   | DNF | DNF | 7   | 10  | 15  | 7   | DNF | 1   | 7   |     |     | 1   | 12  | 5   |     | 14. | 60     |

### Statistik in der Formel-1-Weltmeisterschaft
Diese Statistik umfasst alle Teilnahmen des Fahrers an der Formel-1-Weltmeisterschaft.

#### Gesamtübersicht
(Stand: Großer Preis von Ungarn, 3. August 2025)
| Saison | Team                   | Chassis       | Motor                | Rennen | Siege | Zweiter | Dritter | Poles | schn. Rennrunden | Punkte | Punkte | WM-Pos. |
| ------ | ---------------------- | ------------- | -------------------- | ------ | ----- | ------- | ------- | ----- | ---------------- | ------ | ------ | ------- |
| 2024   | Scuderia Ferrari       | Ferrari SF-24 | Ferrari 1.6 V6 Turbo | 1      | −     | −       | −       | −     | −                | 6      | 7      | 18.     |
| 2024   | MoneyGram Haas F1 Team | Haas VF-24    | Ferrari 1.6 V6 Turbo | 2      | −     | −       | −       | −     | −                | 1      | 7      | 18.     |
| 2025   | MoneyGram Haas F1 Team | Haas VF-25    | Ferrari 1.6 V6 Turbo | 14     | –     | –       | –       | –     | –                | 8      | 8      | 19.     |
| Gesamt | Gesamt                 | Gesamt        | Gesamt               | 17     | –     | –       | –       | –     | –                | 15     | 15     |         |

#### Einzelergebnisse
| Saison | 1 | 2  | 3  | 4  | 5   | 6  | 7  | 8  | 9  | 10 | 11 | 12  | 13  | 14 | 15 | 16 | 17 | 18 | 19 | 20 | 21 | 22 | 23 | 24 |
| ------ | - | -- | -- | -- | --- | -- | -- | -- | -- | -- | -- | --- | --- | -- | -- | -- | -- | -- | -- | -- | -- | -- | -- | -- |
| 2024   |   |    |    |    |     |    |    |    |    |    |    |     |     |    |    |    |    |    |    |    |    |    |    |    |
|        | 7 |    |    |    |     | PO |    |    | PO |    | PO |     |     | PO |    | 10 |    |    | PO | 12 |    |    |    |    |
| 2025   |   |    |    |    |     |    |    |    |    |    |    |     |     |    |    |    |    |    |    |    |    |    |    |    |
| 14     | 8 | 10 | 10 | 13 | DNF | 17 | 12 | 17 | 11 | 11 | 11 | 117 | DNF |    |    |    |    |    |    |    |    |    |    |    |

| Legende  | Legende            | Legende                                                          |
| Farbe    | Abkürzung          | Bedeutung                                                        |
| -------- | ------------------ | ---------------------------------------------------------------- |
| Gold     | –                  | Sieg                                                             |
| Silber   | –                  | 2. Platz                                                         |
| Bronze   | –                  | 3. Platz                                                         |
| Grün     | –                  | Platzierung in den Punkten                                       |
| Blau     | –                  | Klassifiziert außerhalb der Punkteränge                          |
| Violett  | DNF                | Rennen nicht beendet (did not finish)                            |
| Violett  | NC                 | nicht klassifiziert (not classified)                             |
| Rot      | DNQ                | nicht qualifiziert (did not qualify)                             |
| Rot      | DNPQ               | in Vorqualifikation gescheitert (did not pre-qualify)            |
| Schwarz  | DSQ                | disqualifiziert (disqualified)                                   |
| Weiß     | DNS                | nicht am Start (did not start)                                   |
| Weiß     | WD                 | zurückgezogen (withdrawn)                                        |
| Hellblau | PO                 | nur am Training teilgenommen (practiced only)                    |
| Hellblau | TD                 | Freitags-Testfahrer (test driver)                                |
| ohne     | DNP                | nicht am Training teilgenommen (did not practice)                |
| ohne     | INJ                | verletzt oder krank (injured)                                    |
| ohne     | EX                 | ausgeschlossen (excluded)                                        |
| ohne     | DNA                | nicht erschienen (did not arrive)                                |
| ohne     | C                  | Rennen abgesagt (cancelled)                                      |
| ohne     | keine WM-Teilnahme |                                                                  |
| sonstige | P/fett             | Pole-Position                                                    |
| sonstige | 1/2/3/4/5/6/7/8    | Punktplatzierung im Sprint-/Qualifikationsrennen                 |
| sonstige | SR/kursiv          | Schnellste Rennrunde                                             |
| sonstige | *                  | nicht im Ziel, aufgrund der zurückgelegten Distanz aber gewertet |
| sonstige | ()                 | Streichresultate                                                 |
| sonstige | unterstrichen      | Führender in der Gesamtwertung                                   |